# Marga Persson
Marga Persson (* 27. Februar 1943 in Lund, Schweden) ist eine schwedisch-österreichische Künstlerin und Kunsthochschullehrende. Sie lebt und arbeitet in Kefermarkt und Wien.

## Leben
Marga Persson wuchs in Barsebäckshamn in Schonen auf. Nach dem Abitur 1963 begann sie ein Studium der Kunstgeschichte an der Universität in Lund, bevor sie 1965 nach Wien übersiedelte.
Von 1965 bis 1970 studierte sie bei Josef Schulz und Grete Rader-Soulek an der Akademie für Angewandte Kunst Wien, wo erste Bildgewebe (Hautelisse) entstanden – ein Medium, das neben Zeichnung und Malerei im Mittelpunkt ihrer künstlerischen Arbeit steht.
Marga Persson lehrte 1974–1977 an der Hochschule für angewandte Kunst Wien und hatte 1977–1980 einen Lehrauftrag an der Hochschule für künstlerische und industrielle Gestaltung Linz. 1992 wurde sie an die damalige Hochschule (heute: Universität für künstlerische und industrielle Gestaltung Linz) als ordentliche Professorin berufen, wo sie die Leitung der Meisterklasse Textil bzw. der Abteilung Textil/Kunst&Design bis zur Emeritierung 2011 innehatte.

## Werk
Malerei, Zeichnung und Weben sind für Marga Persson drei gleichwertige Medien, wobei sie sich der textilen Kunst in besonderem Maß verpflichtet sieht. Das einfache Prinzip von zwei gekreuzten Fäden ist für sie elementar und kommt auch in Arbeiten auf Papier und Leinwand als „visuelles“ Gewebe vor. Die Konzentration auf den langsamen Prozess und den Verlauf des Zeichnens/Malens/Webens führt zu einer für die Künstlerin besonderen Wahrnehmung von Zeit und ihrem Maß, von Ordnung und Experiment.
Die Bildgewebe entstehen meist in einer sehr freien Arbeitsweise, ohne Entwurf oder Vorzeichnung, direkt am Hochwebstuhl.
Für öffentliche und sakrale Räume in Österreich und Schweden sind seit 1975 Arbeiten im großen Format entstanden: Austria Center Vienna (1985); Karolinska Institutet Stockholm (1986); Finanzlandesdirektion Salzburg (1986); Johannes Kepler Universität Linz (1985/1990); AKH Wien (1991); Neues/Altes Rathaus Linz (1985/1997); Pfarrkirche Stainach, Steiermark (1998); Gemeindeamt Kefermarkt (2000).
Von mehreren Rauminterventionen ist die Arbeit wie klein der Schritt ist …, die 2000 für die Nordkapelle des Stiftes Wilhering geschaffene permanente Ausstellung, zu erwähnen, wie auch re-form, die 2009 im Rahmen von Linz09 (Kulturhauptstadt) in der evangelischen Versöhnungskirche Linz-Dornach zu sehen war.
Bildgewebe und Arbeiten auf Papier befinden sich in öffentlichen und privaten Sammlungen: u. a. Stift Wilhering, OÖ; Statens Konstråd; Nationalmuseum Stockholm; Helsingborgs Museum; MAK Wien; Artothek des Bundes, Wien; Sammlung des Landes OÖ; Sammlung der Stadt Linz, LENTOS; Museum Nordico, Linz; Kunstsammlung Oberbank, Linz; Museum Angerlehner, Wels.
Marga Persson nahm an mehreren Künstlersymposien teil: Meditation ´85 im Schloss Poppendorf (steirischer herbst `85), Malwerke im OK (Offenes Kulturhaus Oberösterreich) in Linz 1992 und Textile Kunst? in Sigharting, Oberösterreich 1994.
Sie ist seit 1978 Mitglied der Künstlervereinigung MAERZ in Linz und seit 2014 Ehrenmitglied des Künstlerhauses Wien.

## Auszeichnungen
- 1982 Stipendium Skånes Konstförening, Malmö
- 1994 Kulturpreis des Landes Oberösterreich für Bildende Kunst
- 2005 Heinrich-Gleißner-Preis für bildende Kunst

## Einzelausstellungen (Auswahl)
- 1976 Museum für angewandte Kunst, Wien (Kat.)
- 1980 Helsingborgs Stadsmuseum
- 1981 Künstlerhaus, Wien (mit Waltraud Cooper, Osamu Nakajima) (Kat.)
- 1982 Galleri Skånes Konst, Malmö; Neue Galerie, Wien (Kat.)
- 1983 MAERZ-Galerie, Linz (Kat.)
- 1985 Röhsska Museet, Göteborg (mit Franka Lechner, Ragnhild Rød); Kunstindustrimuseet København; Galerie der Stadt Wels; Kulturzentrum bei den Minoriten, Graz
- 1986 Neue Galerie, Wien
- 1987 Konstnärshuset, Stockholm; Künstlerhaus, Salzburg (Kat.)
- 1989 Galerie Figl, Linz (mit Sepp Auer); Galleri Skånes Konst, Malmö
- 1990 Stift Wilhering, Rauminstallation im Kapitelsaal; Galéria mesta Bratislavy, Bratislava
- 1991 MAERZ-Galerie, Linz
- 1992 Tiroler Kunstpavillon, Innsbruck
- 1993 Koordinaten, Kammerhofgalerie, Gmunden
- 2002 sculpture / textile art Embassy of Sweden, Tokyo (mit Osamu Nakajima)
- 2003 die Zeit – der Ort, Krypta der Ursulinenkirche, Linz; Kulturbrücke Fratres, NÖ
- 2004 Gegenbilder, Vonwillerfabrik, Haslach
- 2005 unsichtbar-anwesend, Raumintervention, St. Leopold, Linz
- 2008 eine andere Fortsetzung, Galerie-halle Linz
- 2009 re-form / Linz09, evangelische Kirche Linz-Dornach; Galerie artmark, Spital am Pyhrn
- 2010 beziehungsweise…, Galerie X, Bratislava
- 2011 umeinander, ICON-Galerie, Linz
- 2012 Treffpunkt Kunst, ORF, Linz
- 2014 der zeit entlang / Eine andere Fortsetzung, Buchpräsentation im Nordico Stadtmuseum, Linz
- 2015 Eine andere Fortsetzung, Künstlerhaus Wien, mit einer Buchpräsentation vom Verlag Bibliothek der Provinz
- 2015/2016 der zeit entlang, Museum Angerlehner, Thalheim bei Wels[1][2]
- 2018 „im quadrat“, Galerie Schloss Puchheim, Attnang-Puchheim[3]

## Publikationen (Auswahl)
- Eine andere Fortsetzung – Zeichnungen 2007–2011 Verlag Bibliothek der Provinz, 2014; ISBN 978-3-99028-423-0
- der zeit entlang – Arbeiten 1987–2007 Verlag Bibliothek der Provinz, 2014; ISBN 978-3-99028-422-3
- 7 ARBEITEN + Marga Persson 2007, Ausstellungskatalog
- Marga Persson – Bildteppiche / Bilder / Steinobjekte 1983–1987, Ausstellungskatalog Künstlerhaus Salzburg / Konstnärshuset Stockholm 1987
- Marga Persson – Bildteppiche und Grafik 1979–1982, Ausstellungskatalog Neue Galerie Wien / Galerie MAERZ Linz 1983
- Marga Persson Bildteppiche, Ausstellungskatalog Österr. Museum für angewandte Kunst Wien 1976
- PARNASS 3/85 Traude Hansen: Eine Malerin am Webstuhl
- kunst und kirche 4/92, Dr. Friederike Lenzeder: In Opposition zur Gängigkeit
- k60 Kunstuniversität Linz, 2007; ISBN 978-3-901112-41-6 (Beitrag Zeichnungen)
- gestern war heute morgen, 2015, Kulturverein Gleissner-Haus (Hrsg.)
- content – Textil/Kunst&Design 1992–2011; ISBN 978-3-901112-62-1 (Textbeitrag Persson)
- projekt M. muster mythos mühlviertel Textil/Kunst&Design, Kunstuniversität Linz 2007; ISBN 978-3-901112-39-3 (Textbeitrag Persson)
- Videoporträt: KOPFSTÜCKE, Marga Persson, 2000, Peter Puluj Filmproduktion
- Videoporträt: Treffpunkt Kunst mit Marga Persson 2012, ORF Oberösterreich